# Pietro Tenerani
Pour les articles homonymes, voir Tenerani.
Pietro Angiolo Tenerani né à Carrare le 11 novembre 1789 et mort à Rome le 14 décembre 1869 est un sculpteur italien.
Il est un des signataires du manifeste du purisme italien.

## Biographie

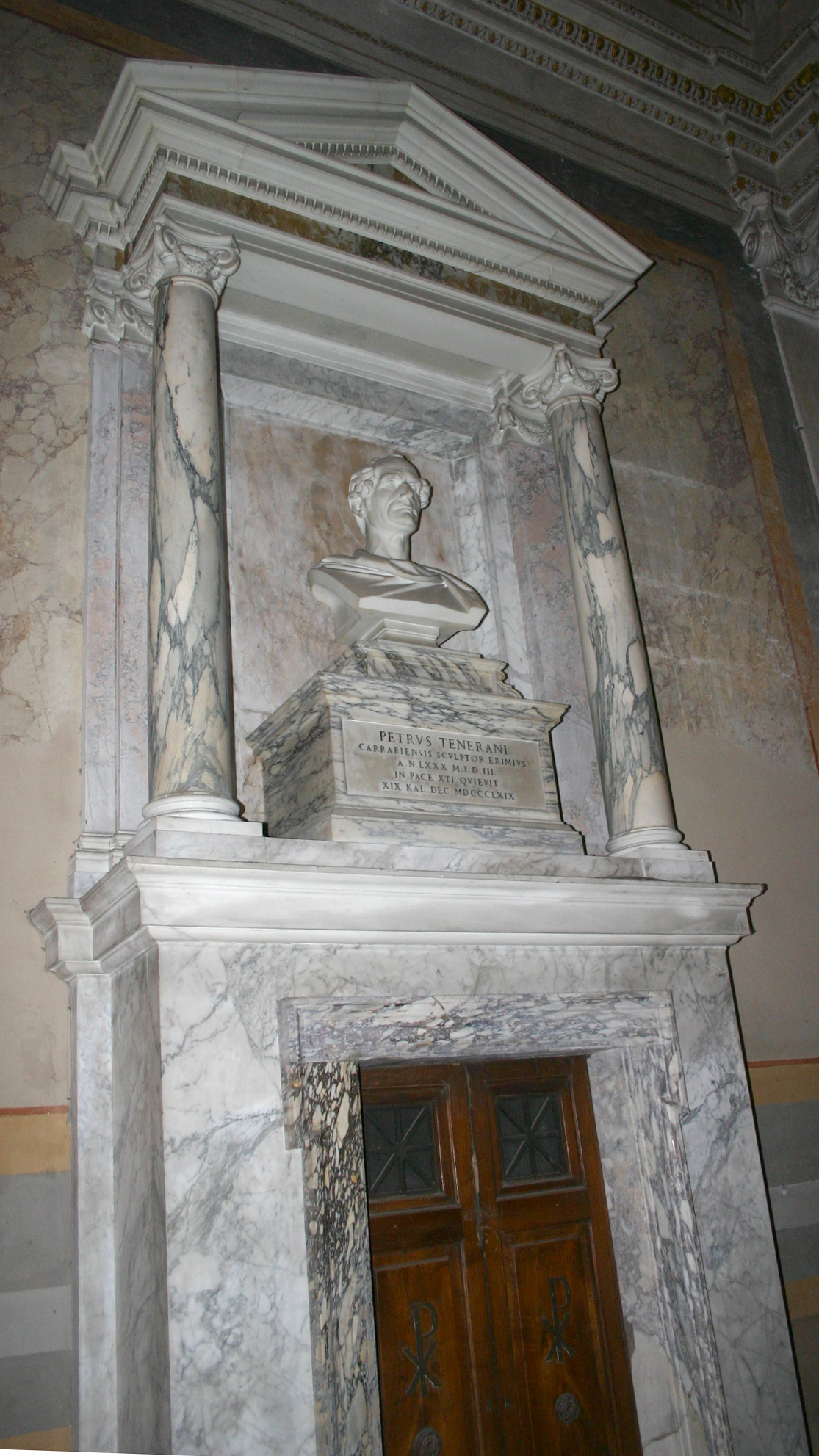
Tombeau de Tenerani (1869), Rome, basilique Sainte-Marie-des-Anges-et-des-Martyrs.

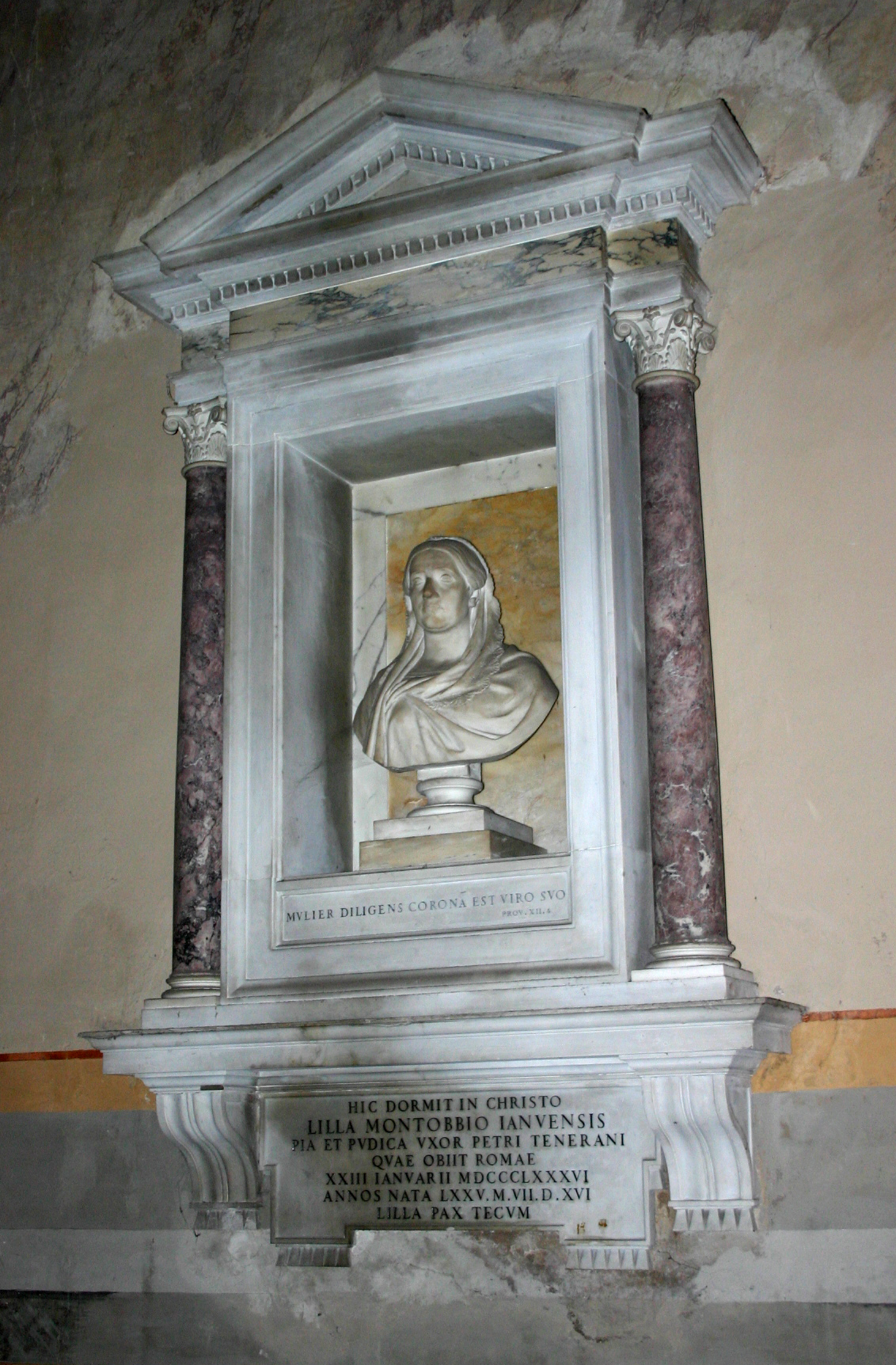
Tombeau de Lilla Montobbio, son épouse (1886), Rome, basilique Sainte-Marie-des-Anges-et-des-Martyrs.

Pietro Tenerani est né à Carrare, de renommée mondiale pour son marbre blanc, où la vie artistique fut de tous temps, riche et intense. Issu d'une famille de la noblesse italienne, il est le fils de Ceccardo Filidei Tenerani et de Maria Antonia Marchetti, sœur de Pietro Marchetti di Carrara architecte et professeur de sculpture. Son arrière grand-père est le sculpteur Giuliano Finelli, lui même petit-fils du célèbre peintre Giovanni Lanfranco. Son frère Giuseppe Tenerani est également sculpteur et fut comme lui l'élève de Bertel Thorvaldsen. Sa fille Faustina est l'épouse du comte Hervé de Saisy de Kérampuil, homme politique français et son fils Carlo Tenerani est un ingénieur et un architecte passionné d'art et de photographie.
Pietro Tenerani est formé à partir de 1803 par Lorenzo Bartolini à l'Académie des beaux-arts de Carrare où il est aussi influencé par son oncle, Pietro Marchetti (actif entre 1789 et 1850) et par le peintre français Jean-Baptiste Frédéric Desmarais (1756-1813). Tenerani obtient en 1813 une bourse pour étudier à Rome et s'y installe en 1814. Il prend notamment des cours de peinture de nu à l'Académie de France et fréquente l'atelier de Gaspare Landi. Comme test fondamental de tout futur sculpteur, il exécute une copie de l'un des Dioscures — colossale statue antique de Castor et Pollux située sur le Monte Cavallo et maintenant sur la Piazza del Quirinale — mais il détruit sa copie. Il restera à Rome toute sa vie où il sera l'élève d'Antonio Canova et de Bertel Thorvaldsen.
Il reçoit en 1816 une reconnaissance importante en remportant le Premio dell'Anonimo, institué par Canova, pour son très estimé Rédempteur Ressuscité. Il entre en contact à la fin 1815 avec Bertel Thorvaldsen avec qui il travaille dans son studio de la Piazza Barberini. Il devient célèbre avec sa Psyché Abandonnée (vers 1817, Florence, galerie d'Art moderne).
Ses œuvres sont conservées dans plusieurs musées du monde entier. Il fut sollicité par des personnalités comme Madame Récamier), les prélats et les chefs d'État de toute l'Europe. Parmi les sculptures illustrant la mythologie classique, il est l'auteur de la Flora , la Psiche svenuta (Psyché évanouie) et la Psiche abbandonata (1817), toutes caractérisées par une sculpture très lisse et délicate.
Il est signataire du manifeste du purisme italien (1843). Il réalise en 1846 un bronze monumental à l'effigie de Simón Bolívar à Bogota.
Il est président de l'Accademia di San Luca (1856-1859 ; 1867-1869), président des musées du Capitole (1858) et directeur des musées du Vatican à partir de 1860.
Parmi ses élèves se distingue Manuel Vilar, devenu en 1846 directeur de l'école de sculpture de l'Académie de San Carlos à Mexico.

## Œuvres
- Monument à Gabriella di Savoia Massimo (entre autres), nef droite de la basilique San-Lorenzo-in-Damaso de Rome.
- Restauration de la statue de l'Apoxyomène du Vatican.
- Statues au Cimitero Monumentale della Certosa de Bologne.
- San Giovanni Evangelista, Basilica di San Francesco di Paola, Naples.
- Tombeau de Pie VIII, basilique Saint-Pierre de Rome.
- Monument à Simón Bolívar, 1846, Bogota, place Bolívar.
- Tombeau  de Simón Bolívar, 1852, Bogota.
- Tombeau de Christine de Saxe, 1840.
- Bustes des poètes Torquato Tasso et Ludovico Ariosto.
- Bustes des cardinaux Croÿ, Mai, Lambruschini, Rivarola, Viale.
- Bustes des duc de Reichstadt (Napoléon II) et de Bordeaux.
- Bustes des princes Woronzoff, Odescalchi, Borghese, Doria, Canino.
- Buste de Luca Signorelli.
- Buste du comte krassinsky, poète polonais.
- Bustes de Thorvaldsen, Marchetti (son oncle), Gioberti, Nota, Rossini, Micali, Sgricci, Nenci, Poletti, Biscarra, des généraux Mosquera et Cobrera, du ministre Iacobini, etc.

Œuvres de Pietro Tenerani
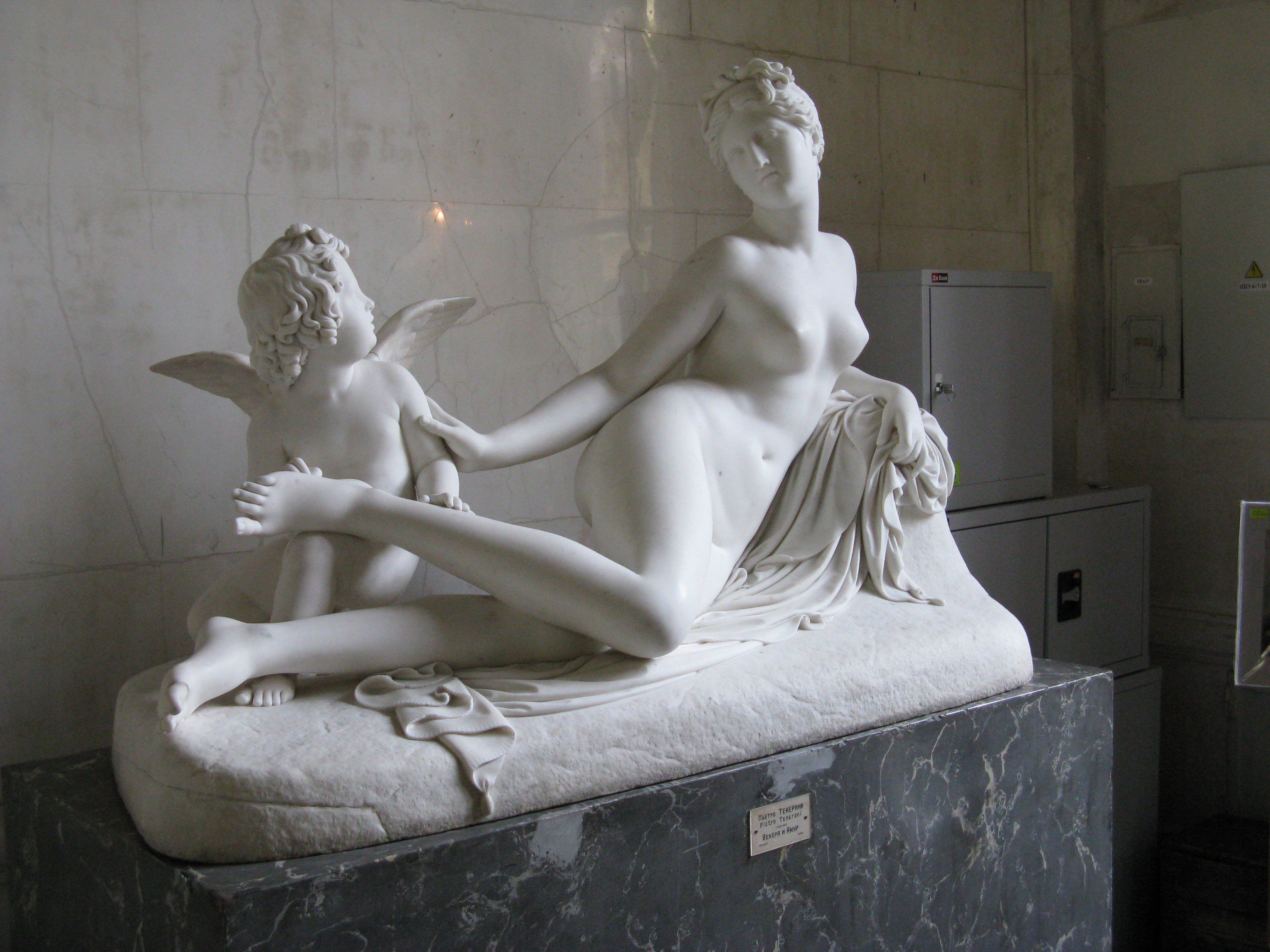
Cupidon tirant une épine du pied de Vénus, Saint-Pétersbourg, musée de l'Ermitage.
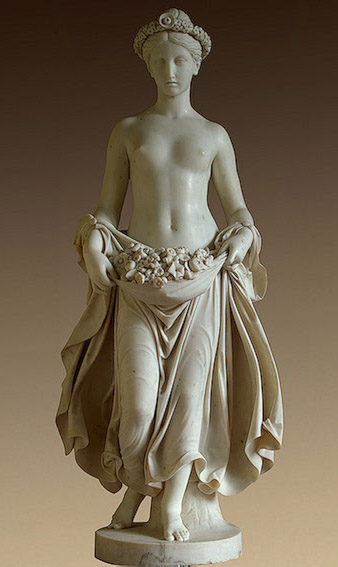
Flore (1840), Saint-Pétersbourg, musée de l'Ermitage.
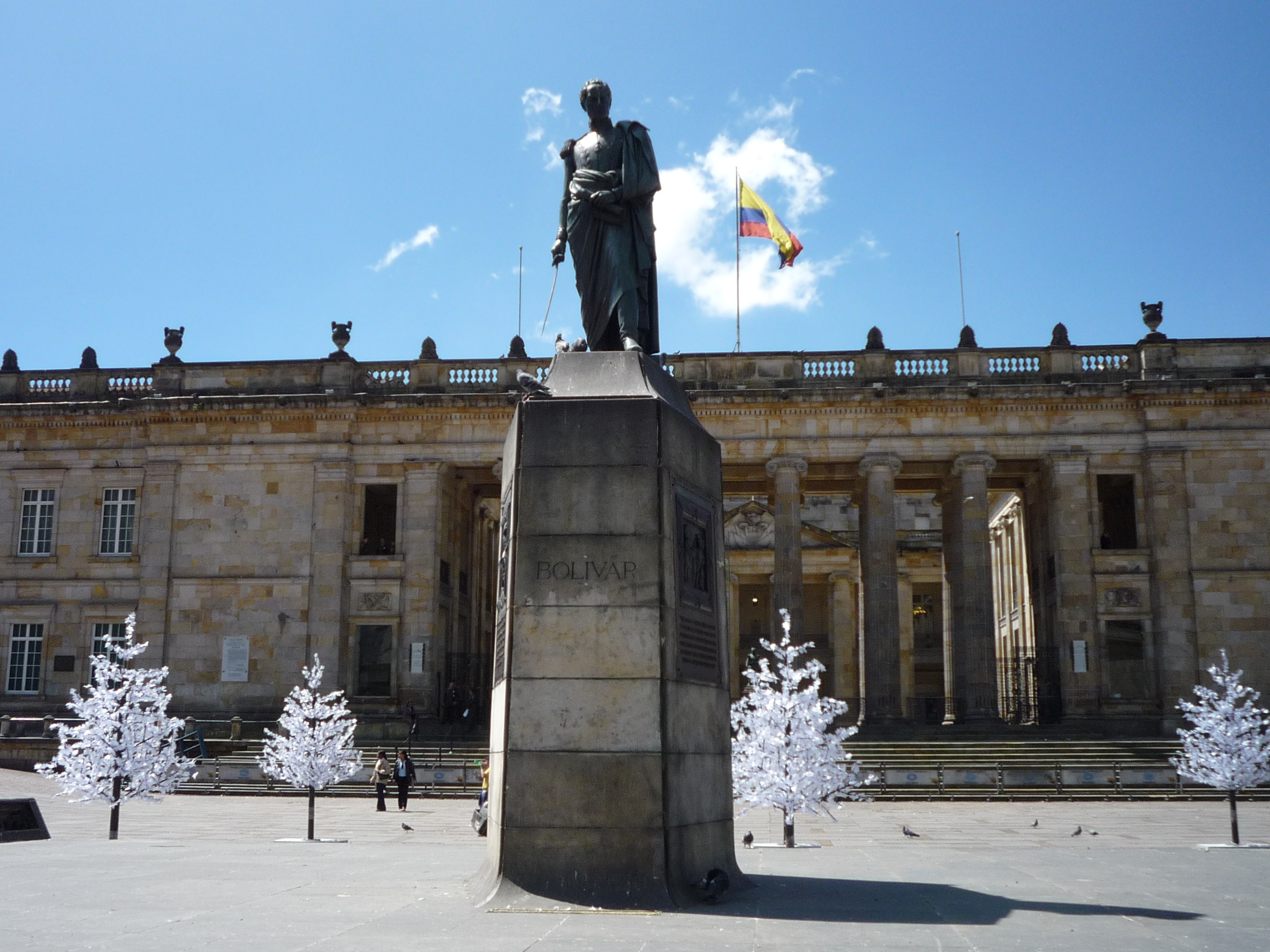
Monument à Simón Bolívar (1846), Bogota, place Bolívar.
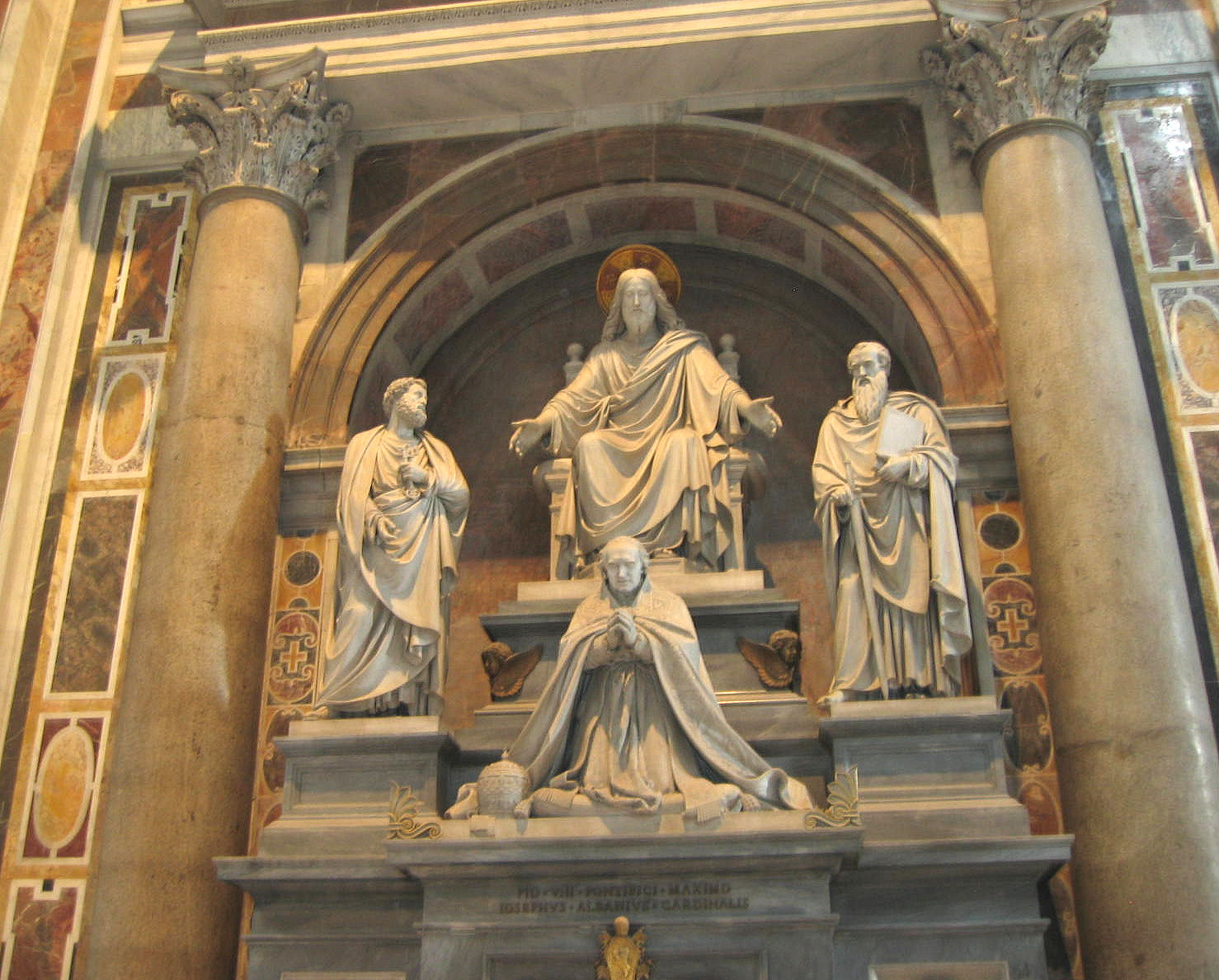
Tombeau du pape Pie VIII (1853-1866), Rome, basilique Saint-Pierre.
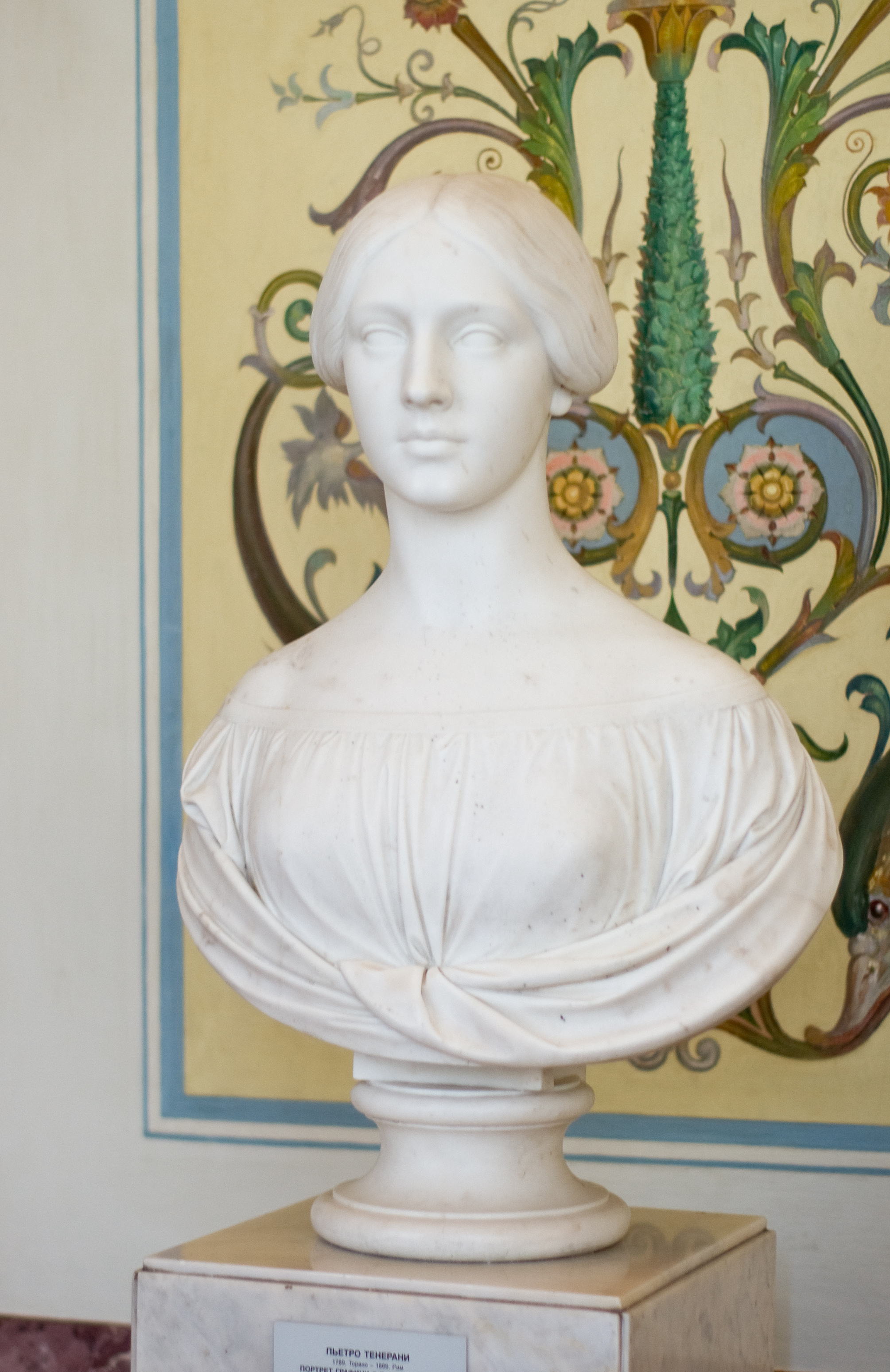
Portrait de la comtesse S. Shuvalova, Saint-Pétersbourg, musée de l'Ermitage.
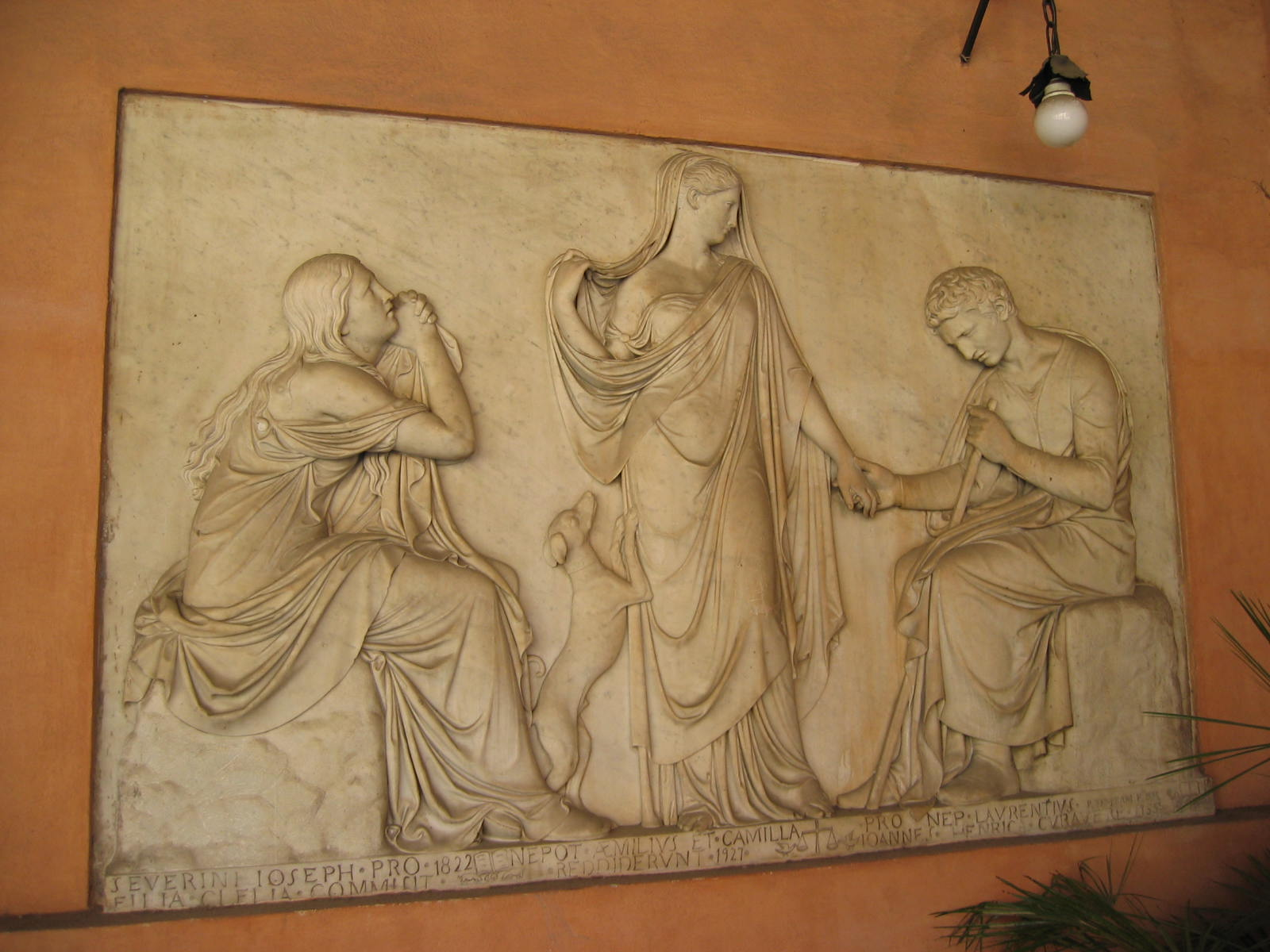
Monument à Clelia Severini (1825), Rome, basilique San Lorenzo in Lucina.
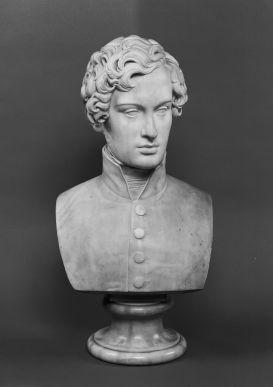
Le Duc de Reichstadt (Napoléon II), localisation inconnue.

## Élèves
- Giovanni Battista Lombardi
- Manuel Vilar

## Réception critique
- Après une visite à l'atelier de l'artiste, Stendhal note : « Il y a du talent, même de l'originalité, utinam vis fuisset ![4] »
- Antoine Claude Pasquin, dans ces Voyages historiques et littéraires… parle de sa Psyché, « ouvrage des plus gracieux et des plus poétiques de la sculpture moderne de l'Italie[5]. »

## Distinctions
- Patricien romain, inscrit dans la noblesse de Viterbo
- Commandeur de l'ordre de Saint-Grégoire-le-Grand
- Chevalier de l'ordre de l'Aigle rouge
- Grand-croix de l'ordre pour le Mérite (civil) (chevalier de 1852).
- Grand-officier de l'ordre de la Couronne d'Italie
- Chevalier de l'ordre de Pie IX
- Commandeur de l'Ordine dell'Aquila Estense
- Commandeur de l'ordre royal de François Ier
- Commandeur de l'ordre sacré et militaire constantinien de Saint-Georges
- Commandeur de l'ordre impérial della Madonna di Guadalupa
- Commandeur de l'ordre de Charles III d'Espagne
- Chevalier et commandeur de nombreux autres ordres[Lesquels ?]

### Source
- (it) Cet article est partiellement ou en totalité issu de l’article de Wikipédia en italien intitulé « Pietro Tenerani » (voir la liste des auteurs).